# Mitsubishi 3000 GT
Der Mitsubishi 3000 GT ist ein Sportwagen des japanischen Autoherstellers Mitsubishi Motors. Er wurde von Sommer 1990 bis Mitte 2000 in Nagoya (Japan) gebaut. In anderen Ländern ist dieser Sportwagen auch als GTO bekannt.
Er ist weitgehend baugleich mit dem Dodge Stealth. Als direkte Konkurrenten können der Toyota Supra, der Nissan 300ZX und der Honda NSX angesehen werden.
Das Sportcoupé vereint in der Top-Version, die in Europa als 3000 GT und in den USA als VR4 angeboten wurde, für die 1990er-Jahre innovative technische Systeme wie Allradlenkung, elektronisch geregelte Stoßdämpfer sowie aktiver Frontspoiler und Heckflügel. Zusammen mit Allradantrieb und Antiblockiersystem sollte dies insbesondere der Fahrsicherheit dienen.
Diese Informationen stützen sich auf die Publikation „Technical Information Manual“, Mitsubishi Motors 1993.

## Modellgeschichte
Die erste Ausführung (mit Klappscheinwerfern) wurde von Sommer 1990 bis Herbst 1994 gebaut, die zweite Ausgabe von Ende 1994 bis Mitte 2000.
1995 und 1996 wurde die zweite Generation in den USA mit elektro-hydraulischem Metallklappdach (ähnlich dem späteren Mercedes-Benz SLK) verkauft. Dieses Spyder-Modell hat – um das durch die Dachkonstruktion anfallende Mehrgewicht auszugleichen – durch einen um 0,1 bar erhöhten Ladedruck 239 kW (325 PS). Es wurde auf Basis von aus Nagoya ohne Heckklappe angelieferten Karosserien bei der ASC (vormals American Sunroof Corporation, später American Specialty Cars) mit dem elektro-hydraulischen Dach ausgerüstet.
In Deutschland gab es 1994/1995 eine Beckenbauer Edition, für die Franz Beckenbauer Pate stand und als Werbefigur auftrat. Diese Kleinauflage von 30 3000 GTs der ersten Generation war lamborghinigelb lackiert und kam mit Remus-Sportauspuff, OZ-Futura-Felgen, und C-Netz-Telefon. Alle 30 waren von Beckenbauer signiert.
Zudem gab es die Möglichkeit, eine Leistungssteigerung auf 400 PS bei Winter-Tuning zu machen. Dabei wurde unter anderem der Ladedruck von 0,6 bar auf 1,0 bar angehoben. Modelle mit Winter-Tuning werden in der Regel höher gehandelt.
Der 3000 GT wurde in drei Versionen gebaut: in der Standard-Version, in der VR4-Version und in der SL-Version. Die SL-Version stellt dabei die Luxus-Variante dar, die sich durch Lederausstattung und ein Glasdach auszeichnete. Die VR4-Version ist die stärkste Version des 3000 GT mit Twin Turbo, 5-Gang-Getrag-Getriebe (6-Gang ab 2. Generation) und Allradantrieb. Speziell für den japanischen Markt wurde eine auf der VR4-Version basierende leichtere und leistungsgesteigerte MR-Version gebaut, die unter anderem mit AP-Bremsen ausgestattet wurde.
Für Europa und Australien wurde die Karosserie des ersten Modells umgestaltet: An der Stelle der Standlichter befinden sich Waschdüsen für die dahinterliegenden Klappscheinwerfer, das Standlicht wurde zusammen mit den Frontblinkern auf den Frontstoßfänger versetzt und in einer Linie mit  zusätzlichen auf den Kotflügeln montierten Reflektoren angeordnet. Die europäischen Modelle unterscheiden sich auch technisch in ein paar Punkten vom amerikanischen VR4 Modell. Die europäischen Versionen wurden für den Betrieb auf deutschen Autobahnen abgestimmt und erhielten dafür eine verbesserte Motorkühlung, Getriebekühlung und Bremsbelüftung sowie natriumgefüllte Auslassventile und größere wassergekühlte Turbolader.
Der Motor des Mitsubishi 3000 GT ist der Mitsubishi Motors 6G72, der schon vorher im Mitsubishi Sigma verbaut wurde. Die Leistung von 210 kW (286 PS) erreicht der Motor im 3000 GT mittels Turboaufladung durch zwei parallel geschaltete Mitsubishi Heavy Industries (MHI) TD04-9B- (USA und Japan) bzw. TD04-13G-Turbolader (Europa und Australien).
Zum Stichtag 1. Januar 2025 waren laut Kraftfahrtbundesamt noch 190 Mitsubishi 3000 GT in Deutschland angemeldet.

## Typengeschichte

### Prototyp: Mitsubishi HSX
Der Prototyp Mitsubishi HSX wird im Frühjahr 1990 auf der Tokyo Motor Show vorgestellt.

### 1. Serie: 1990–1994
Einführung des Modells mit Klappscheinwerfern. In Deutschland startet das Fahrzeug erst im Juni 1992. In den USA erfolgte eine parallele Einführung von Mitsubishi 3000GT und Dodge Stealth. Die Basismodelle der ersten Baujahre waren noch mit 12V-SOHC-Motor erhältlich.

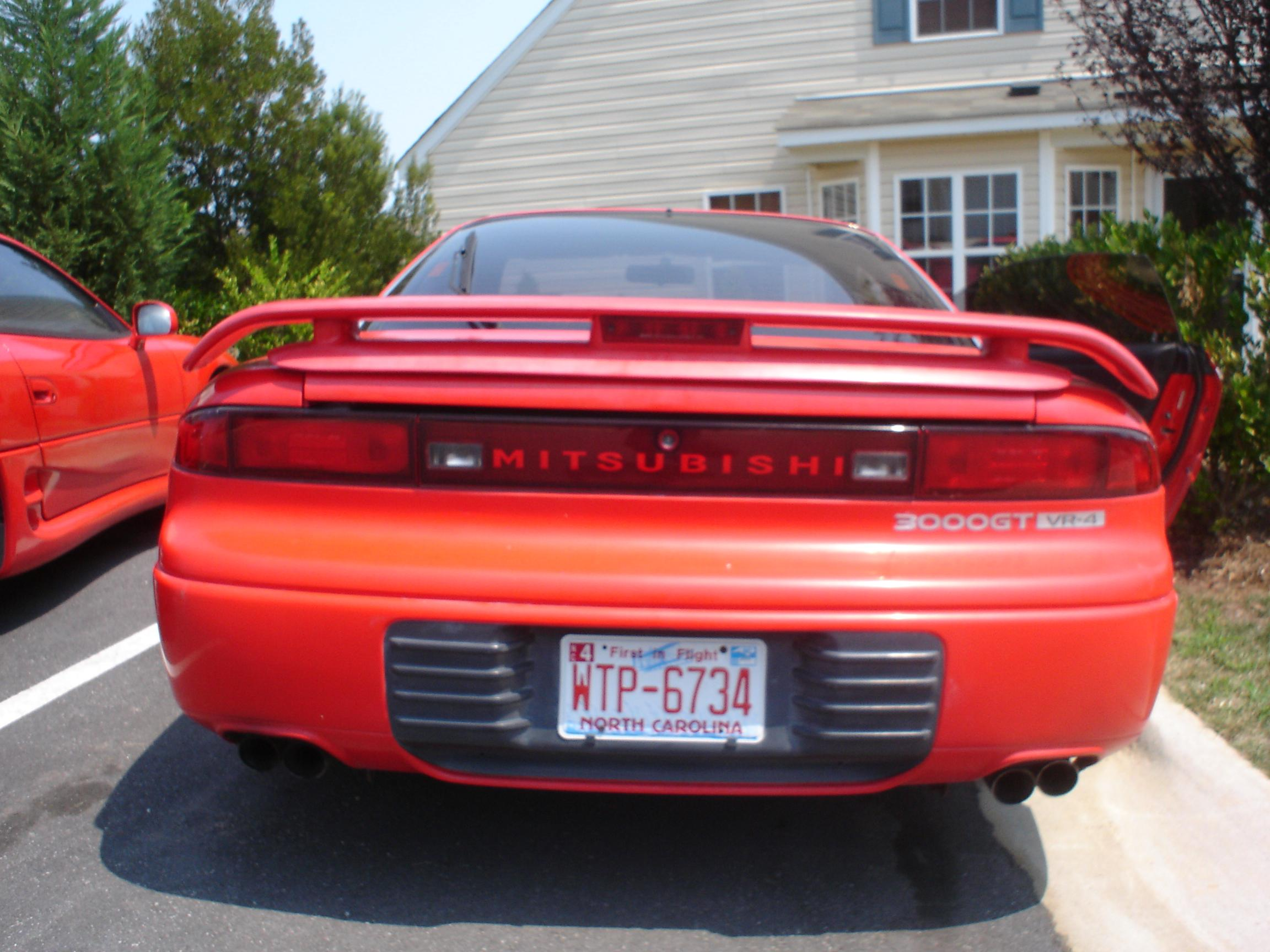
Heckansicht

### 2. Serie: 1994–2000
Optische Überarbeitung des Modells wie z. B. Wechsel auf konventionelle Ellipsoidscheinwerfer, Wegfall der Haubenhöcker und Änderungen an Front- und Heckschürze, Seitenschwellern und Rücklichtern. Das Getriebe wird durch eine 6-Gang-Variante von Getrag ersetzt.
Im Sommer 1998 erfolgte ein weiteres Facelift am 3000GT. Die Unterschiede zu der EU-Version waren:
- anderes Klimabedienteil
- Alarmanlage nicht mehr verbaut
- etwas größeres Lenkrad
- Bremssättel in rot
- teilweise von zwei Bremsschläuchen auf einen Bremsschlauch pro Sattel an der Vorderachse reduziert

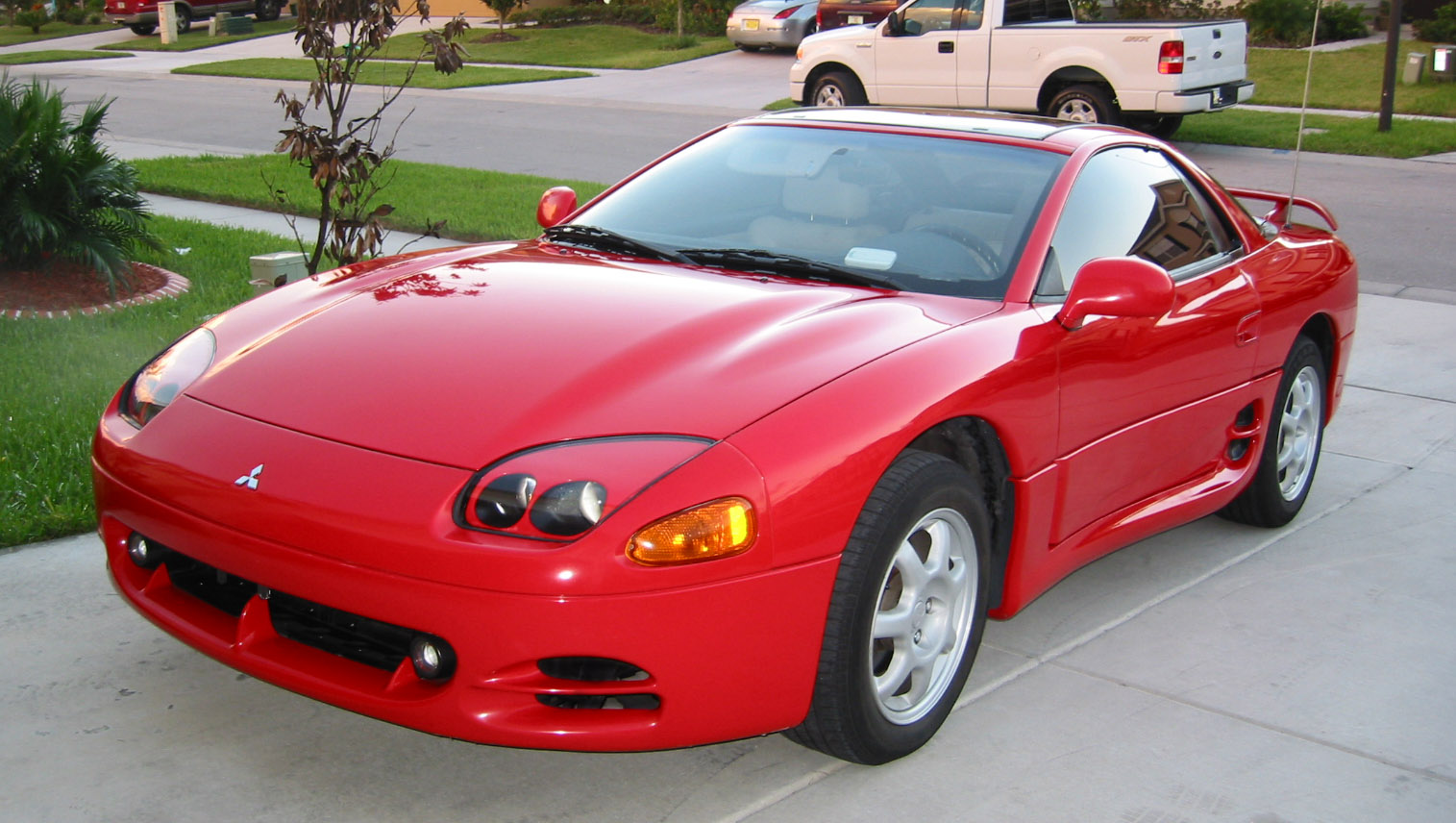
Mitsubishi 3000 GT (1994–2000)
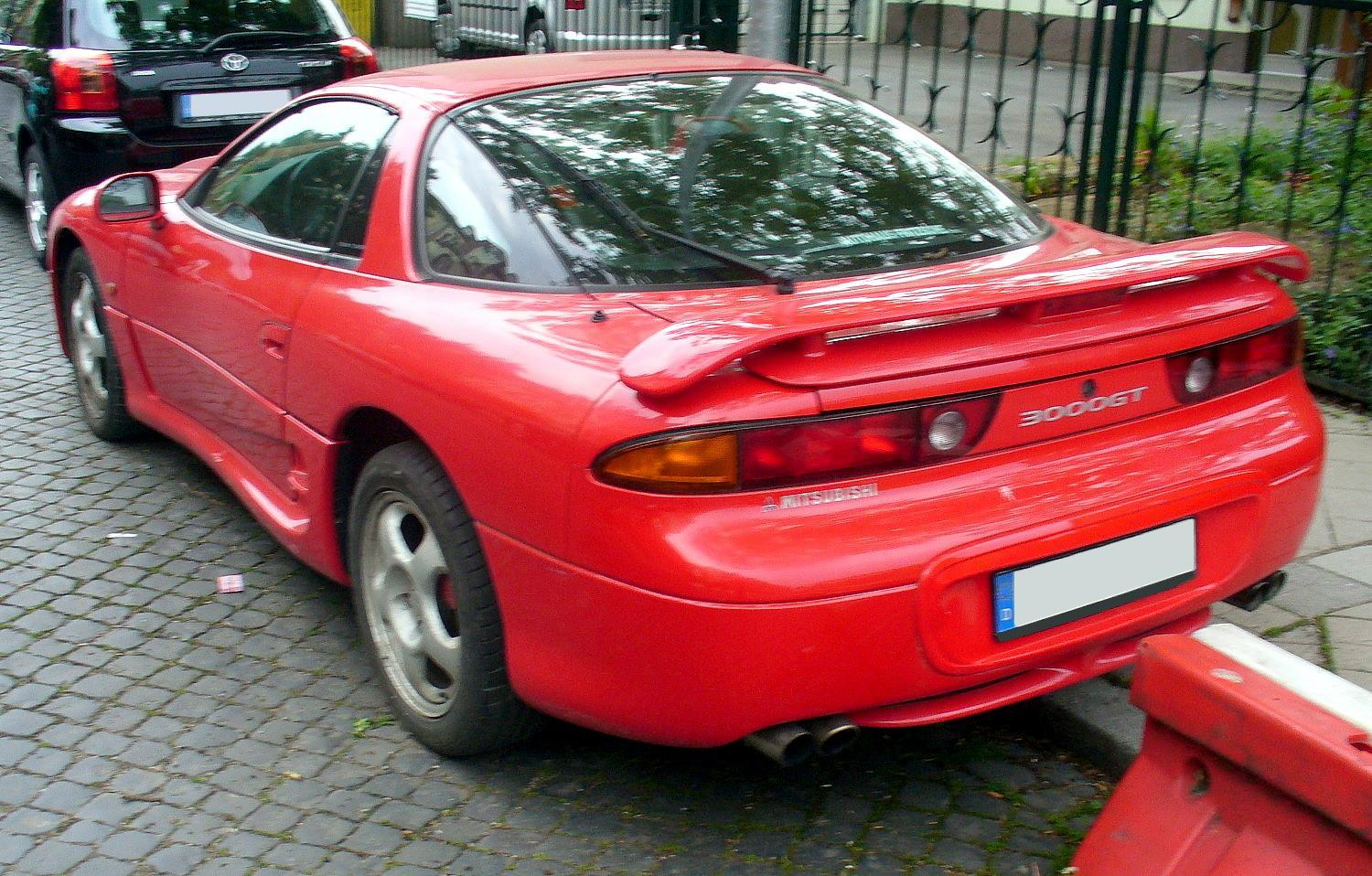
Heckansicht
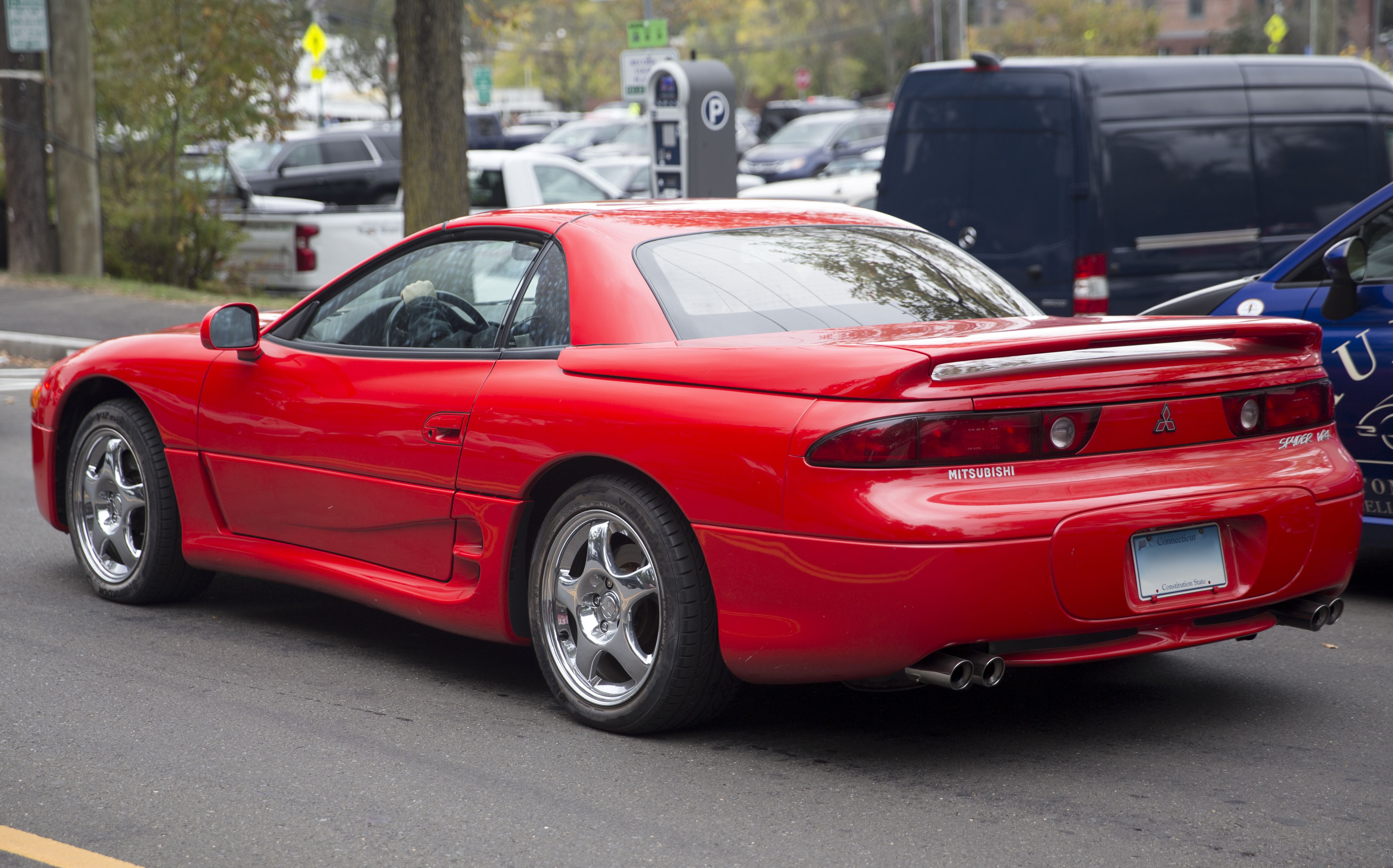
3000GT Spyder (1995–1996)

### 3. Serie: 1998–2000
Die Art oder der Umfang des Facelifts war ab Sommer 1998 unterschiedlich. In den USA und Japan gab es erneute Änderungen an Frontschürze und Heck, unter anderem war nun der „Combat-Wing“ genannte Heckspoiler beim Topmodell verbaut, die Modelle ohne Turbo erhielten den Spoiler nicht und behielten den kleineren, gewölbten Spoiler des Vor-Facelifts. Im letzten Modelljahr in den USA 1999 wurden nur 287 3000GT VR-4 verkauft, trotz des umfangreichen Facelifts.

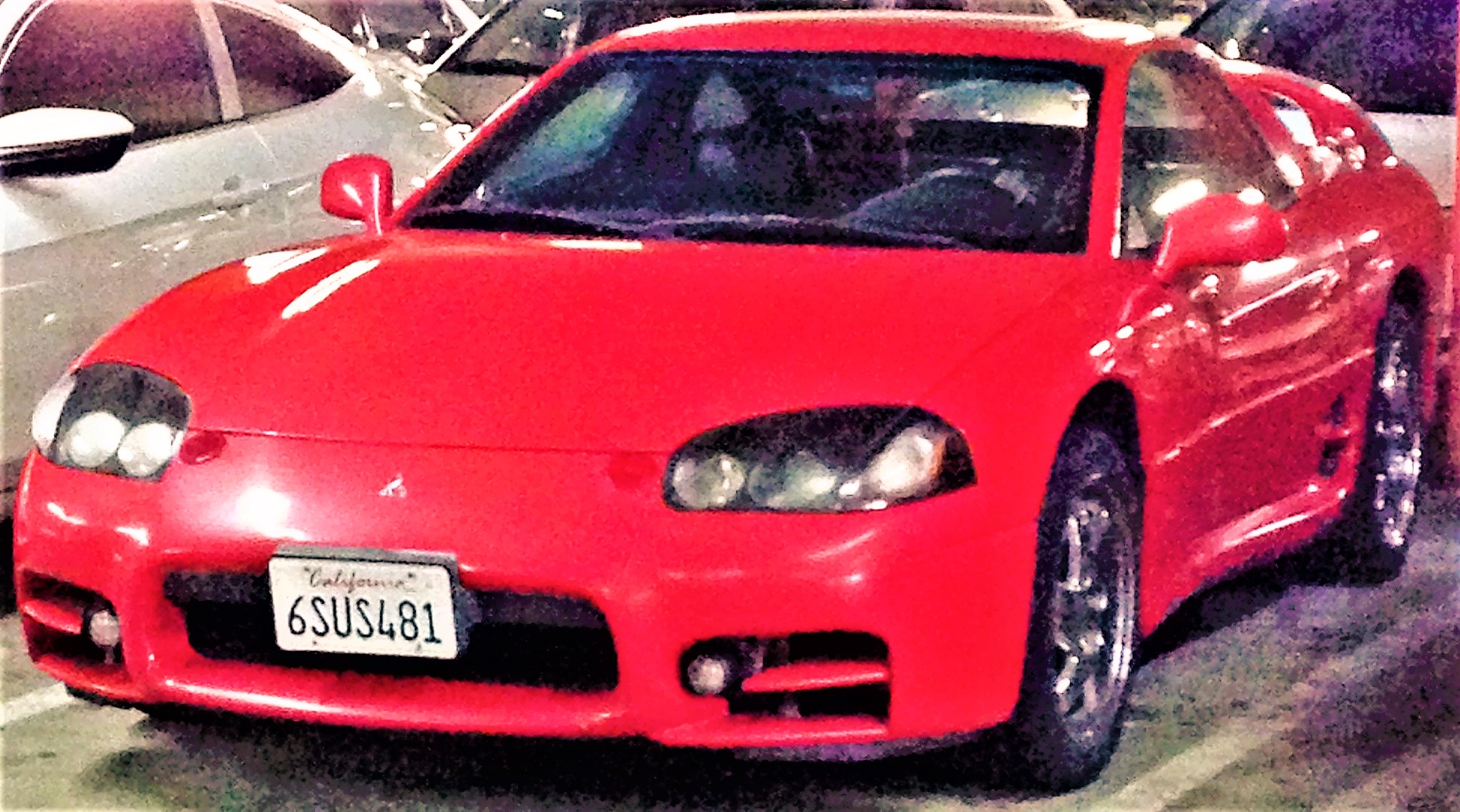
3000GT (1998–2000), nur USA und Japan
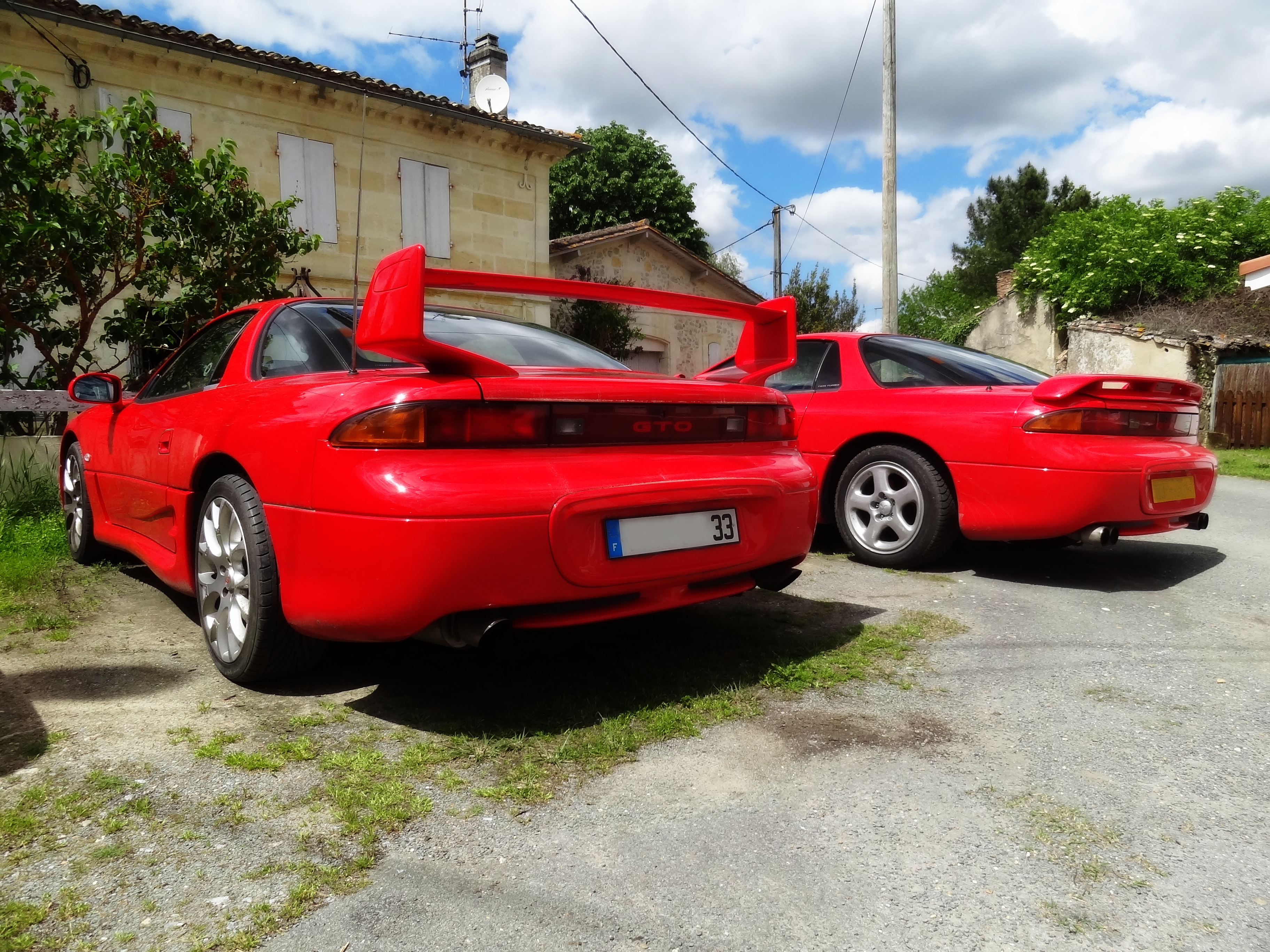
Japanischer GTO (1998–2000) mit dem markanten Heckspoiler („Combat Wing“)

Quellen: Prospektmaterial, eigene Betrachtungen, diverse Werkstatt-Manuals, siehe 

## Dodge Stealth
Von 1990 bis 1996 gab es mit dem Dodge Stealth ein Schwestermodell des 3000GT, das im Rahmen der Zusammenarbeit zwischen Mitsubishi Motors und der Chrysler Corporation nur in Nordamerika verkauft wurde. Es handelte sich jedoch nicht um ein Fahrzeug des Joint-Ventures Diamond-Star-Motors, da alle Stealths in Japan gebaut wurden. 1994 erfolgte ein Facelift, bei dem der Stealth wie auch der 3000GT konventionelle Scheinwerfer erhielt. Den Stealth gab es in den Ausstattungsvarianten ES, R/T und R/T Turbo, wobei das Topmodell dem 3000GT TwinTurbo (VR-4) entsprach. 1996 wurde der Dodge Stealth aufgrund sinkender Verkaufszahlen eingestellt.

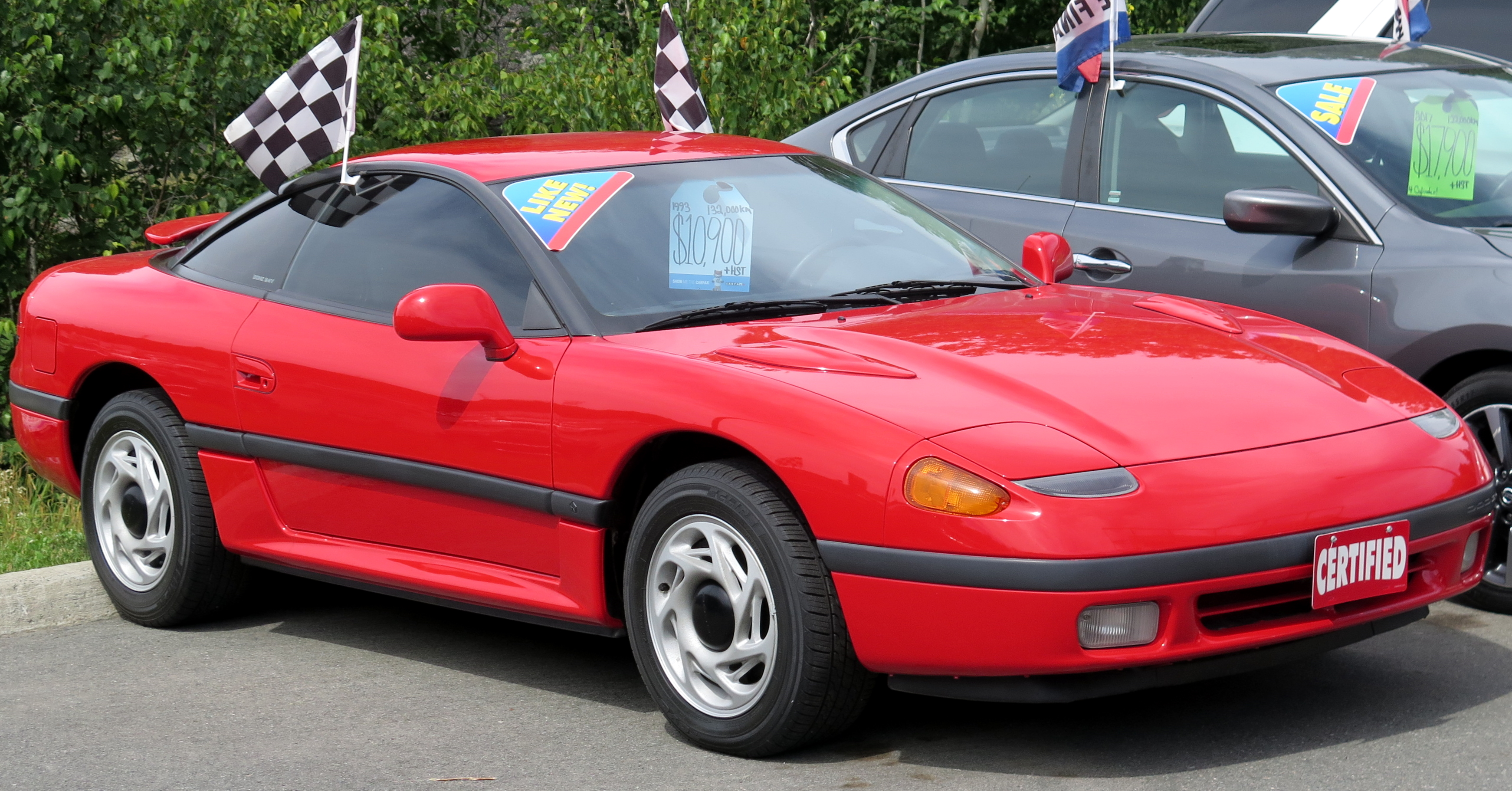
Dodge Stealth ES (1990–1993)
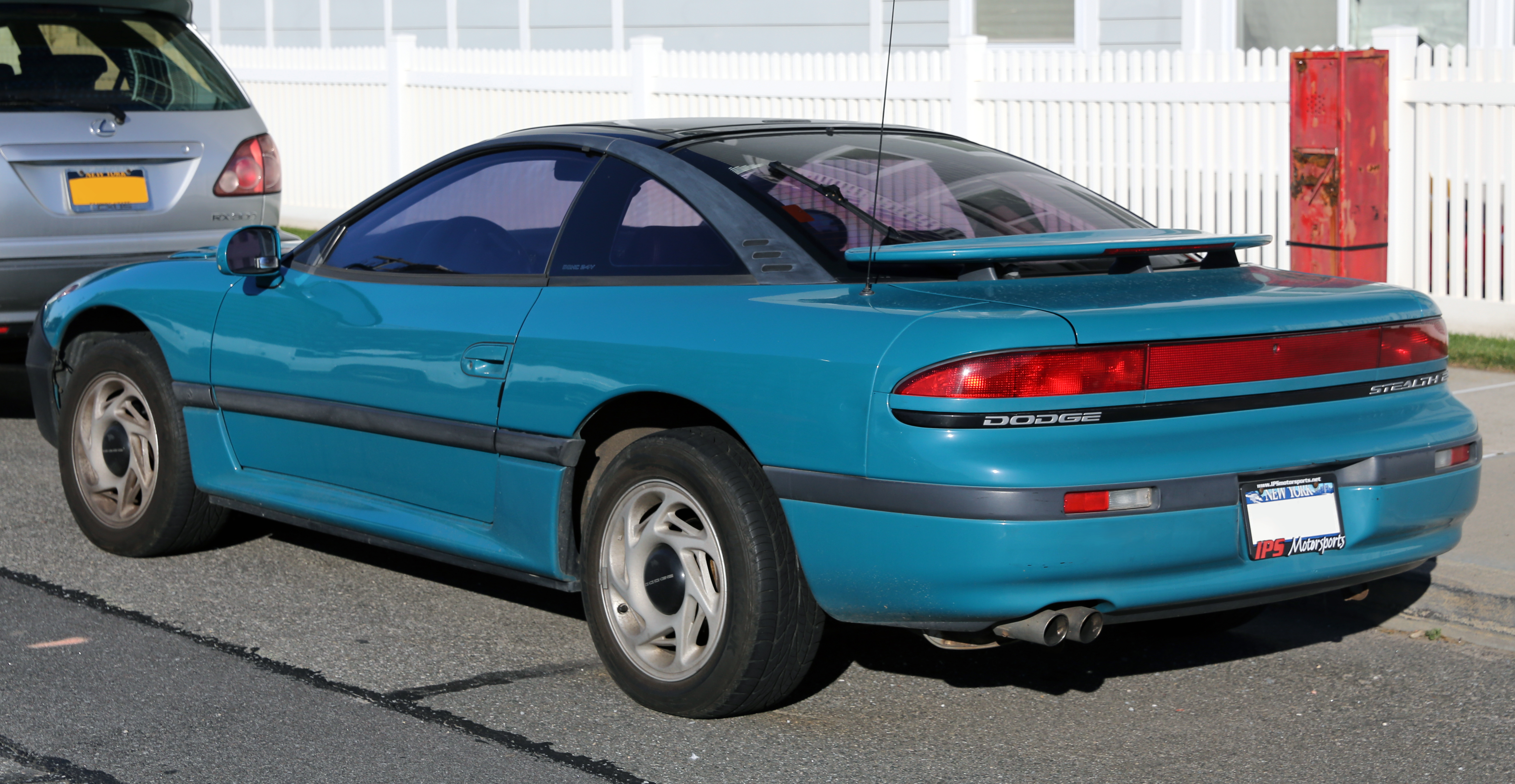
Heckansicht
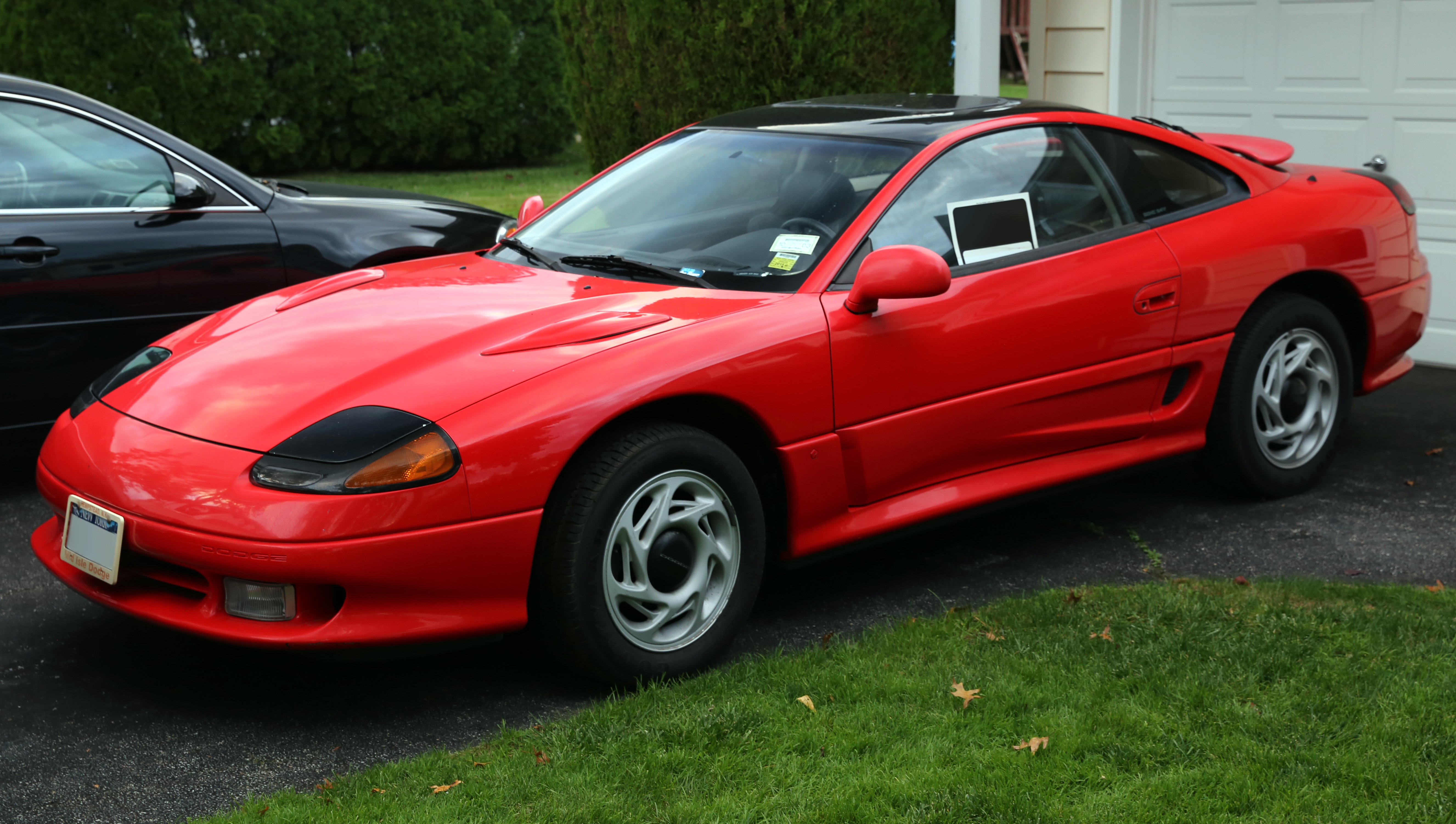
Dodge Stealth RT (1990–1993)
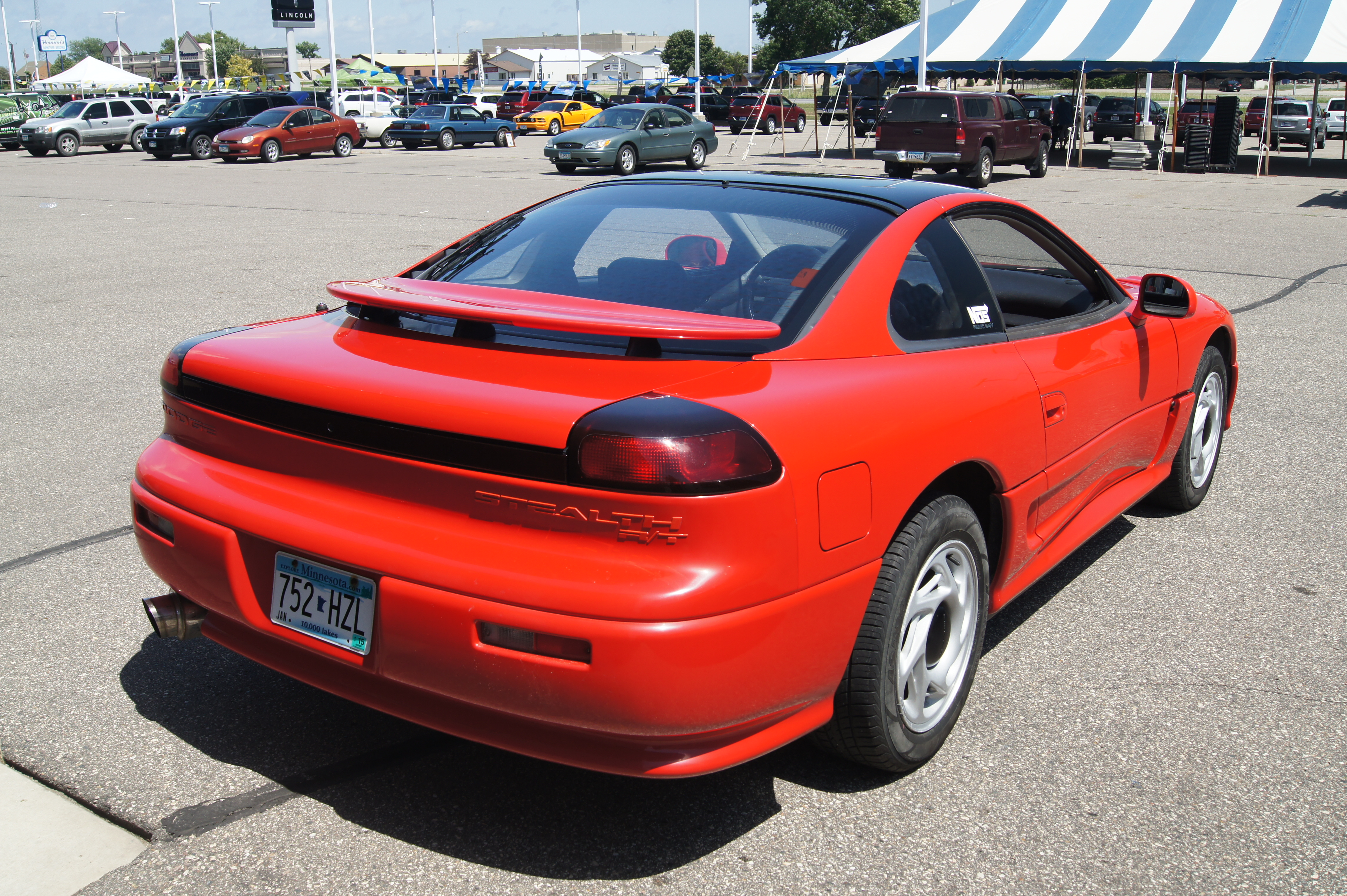
Heckansicht
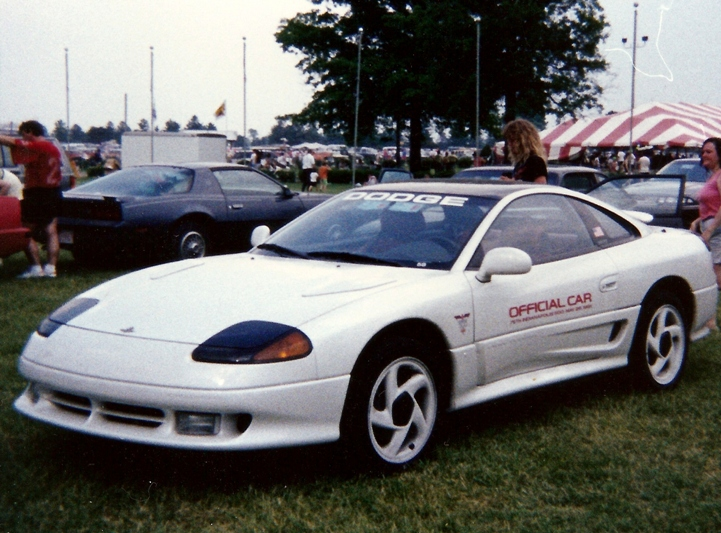
Dodge Stealth Indy 500 Pacecar
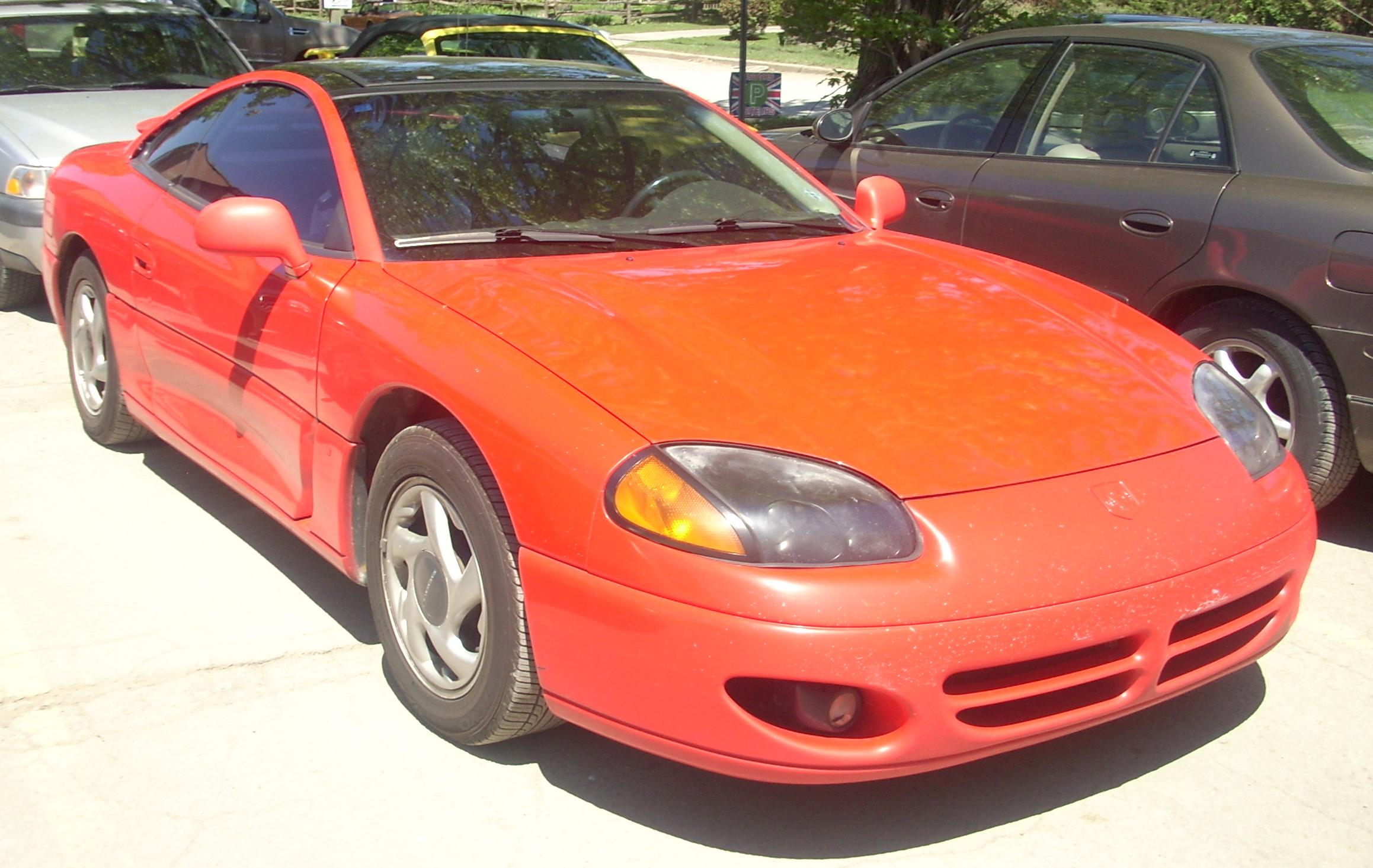
Dodge Stealth (1994–1996)

## Technische Daten
|                        | Saugmotor (z. B. SL) | Turbomotor (z. B. VR4) |
| ---------------------- | --- | --- |
| Motorart               | V6 | V6 mit 2 Turboladern (Twinturbo) |
| Motorbauart            | 60° Zylinderwinkel | 60° Zylinderwinkel |
| Ventile / Nockenwellen | 12V SOHC oder 24V DOHC | 24V DOHC |
| Hubraum (cm³)          | 3000 | 3000 |
| Max. Leistung (kW/PS)  | 118 oder 165 kW (160 oder 225 PS) | 210 kW (286 PS) |
| Max. Drehmoment (Nm)   | | 407 Nm |
| Getriebe               | Mitsubishi 5-Gang-Schaltgetriebe (Basismodell), Mitsubishi 4-Gang- oder 5-Gang-Automatikgetriebe (nur SL) | Getrag-5-Gang- oder 6-Gang-Schaltgetriebe |
| Antrieb                | Frontantrieb, Allradantrieb | Allradantrieb |
| Besonderheiten         | Active-Aero-System (absenkbare Venturischürze vorne, verstellbarer Heckflügel hinten). Fährt automatisch ab 80 km/h aus und bei 50 km/h wieder ein. Vacuum unterstützte Kupplungbetätigung, mitlenkende Hinterachse, Elektronisches Fahrwerk, Differentialsperre Hinterachse | Active-Aero-System (absenkbare Venturischürze vorne, verstellbarer Heckflügel hinten). Fährt automatisch ab 80 km/h aus und bei 50 km/h wieder ein. Vacuum unterstützte Kupplungbetätigung, mitlenkende Hinterachse, Elektronisches Fahrwerk, Differentialsperre Hinterachse |
| Beschleunigung         | 5,7 s (0–100 km/h) | 5,7 s (0–100 km/h) |
| Höchstgeschwindigkeit  | 280 km/h (nicht elektr. abgeregelt) | 280 km/h (nicht elektr. abgeregelt) |
| Leergewicht            | 1700 bis 1800 kg (modellabhängig) | 1700 bis 1800 kg (modellabhängig) |
| Neupreis               | ca. 120.000 DM | ca. 120.000 DM |